# 崔津渡
崔津渡（1955年2月—），河北望都人。中国共产党党员。天津财经学院（现天津财经大学）财政会计系财政专业毕业，南开大学管理学系工商管理专业学习，获工商管理硕士学位，南开大学经济学院世界经济专业在职研究生学历，经济学博士学位。历任天津市财政局副处长、处长、副局长、局长等职。2002年9月被补选为天津市人民政府副市长，2007年12月获任市委常委，2012年5月升任天津市常务副市长。2015年1月30日，当选为天津市第十六届人民代表大会常务委员会副主任。

## 生平
崔津渡毕业于天津财经学院会计系，任天津市财政局预算处处长时，于1991年9月在职入读南开大学管理学系工商管理专业学习，于1995年6月获工商管理硕士学位。任天津市财政局局长时，于2001年9月在职入读南开大学经济学院世界经济专业博士，于2006年6月获经济学博士学位。